# تپه ناوبر ۲
تپه ناوبر ۲ مربوط به عصر مس - سدهٔ ۶ تا ۸ ه.ق است و در شهرستان تکاب، بخش مرکزی، دهستان کرفتو، روستای قره بابا واقع شده و این اثر در تاریخ ۷ اسفند ۱۳۸۵ با شمارهٔ ثبت ۱۷۶۷۷ به‌عنوان یکی از آثار ملی ایران به ثبت رسیده است.